# 法倫巴徹爾峰

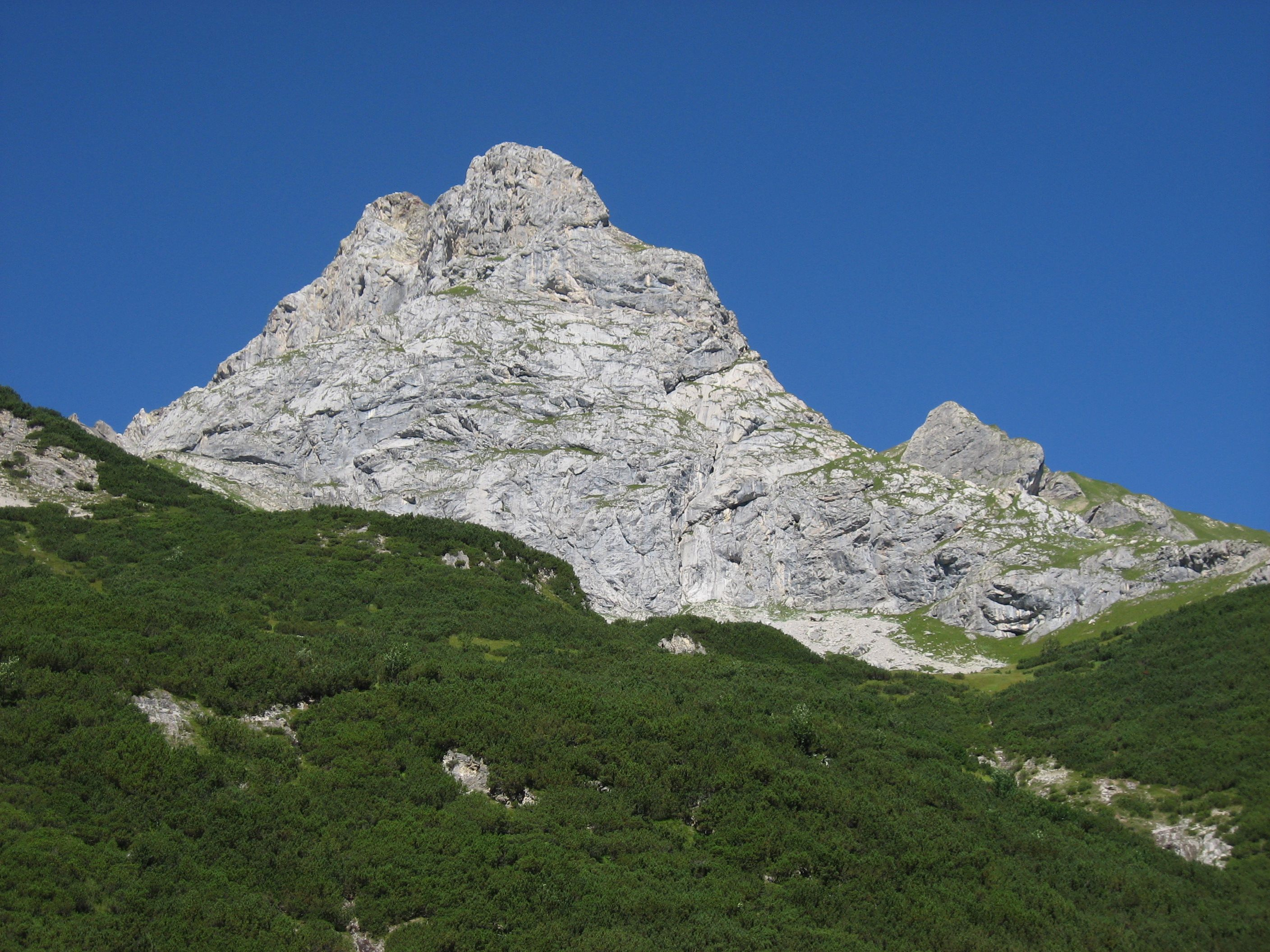

47°12′1.7″N 10°23′25.46″E / 47.200472°N 10.3904056°E
法倫巴徹爾峰（德語：Fallenbacherspitze），是奧地利的山峰，位於該國西部，由蒂羅爾州負責管轄，屬於萊希塔爾阿爾卑斯山脈的一部分，距離福伊爾峰1.2公里，海拔高度2,723米，每年平均降雨量1,730毫米。